# Mascarenhasia tampinensis
Mascarenhasia tampinensis är en oleanderväxtart som beskrevs av Marcel Pichon. Mascarenhasia tampinensis ingår i släktet Mascarenhasia och familjen oleanderväxter. Inga underarter finns listade i Catalogue of Life.